# Ана Јовановић (тенисерка)
Ана Јовановић (28. децембар 1984. у Београду, Србија) је српска професионална тенисерка. У својој каријери је освојила седам ИТФ турнира у појединачној конкуренцији. Од 19. јануара 2009. године, налази се на 275. месту ВТА листе.

## Каријера
У својој каријери, освојила је седам ИТФ турнира. Своју највишу позицију на ВТА листи, 234. место, достигла је 14. јула 2008. године. Тренутно је 272. тенисерка света у појединачној конкуренцији, и трећа најбоље рангирана тенисерка из Србије, иза Јелене Јанковић и Ане Ивановић.
Тренутно је тренирају Никола Пилић и Горан Бубањ. Почела је да игра тенис са шест година. Омиљена подлога јој је тврда.
Члан је српске Фед куп репрезентације од 2005. године. Свој први меч у Фед купу одиграла је у дуелу Србије и Црне Горе и Данске, када је остварила победу над тада 14-годишњом Каролином Возњацки.

## ИТФ титуле
- 2002: Аин Ел Сукња, Египат
- 2002: Ал Мансура, Египат
- 2004: Бибионе, Италије
- 2006: Мостар, Босна и Херцеговина
- 2007: Атина, Грчка
- 2007: Сарајево, Босна и Херцеговина
- 2007: Бад Саулгау, Немачка